# إسعاف مائي

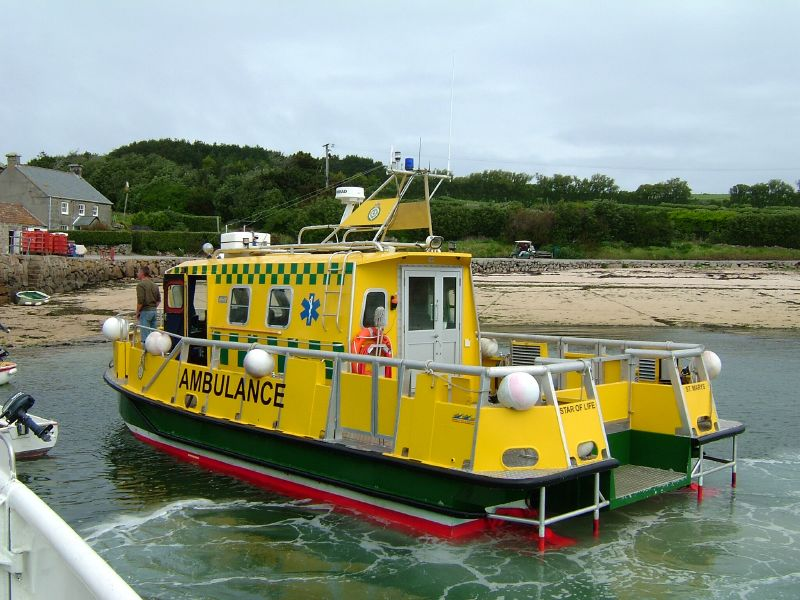
قارب إسعاف في جزر سيلي في المملكة المتحدة

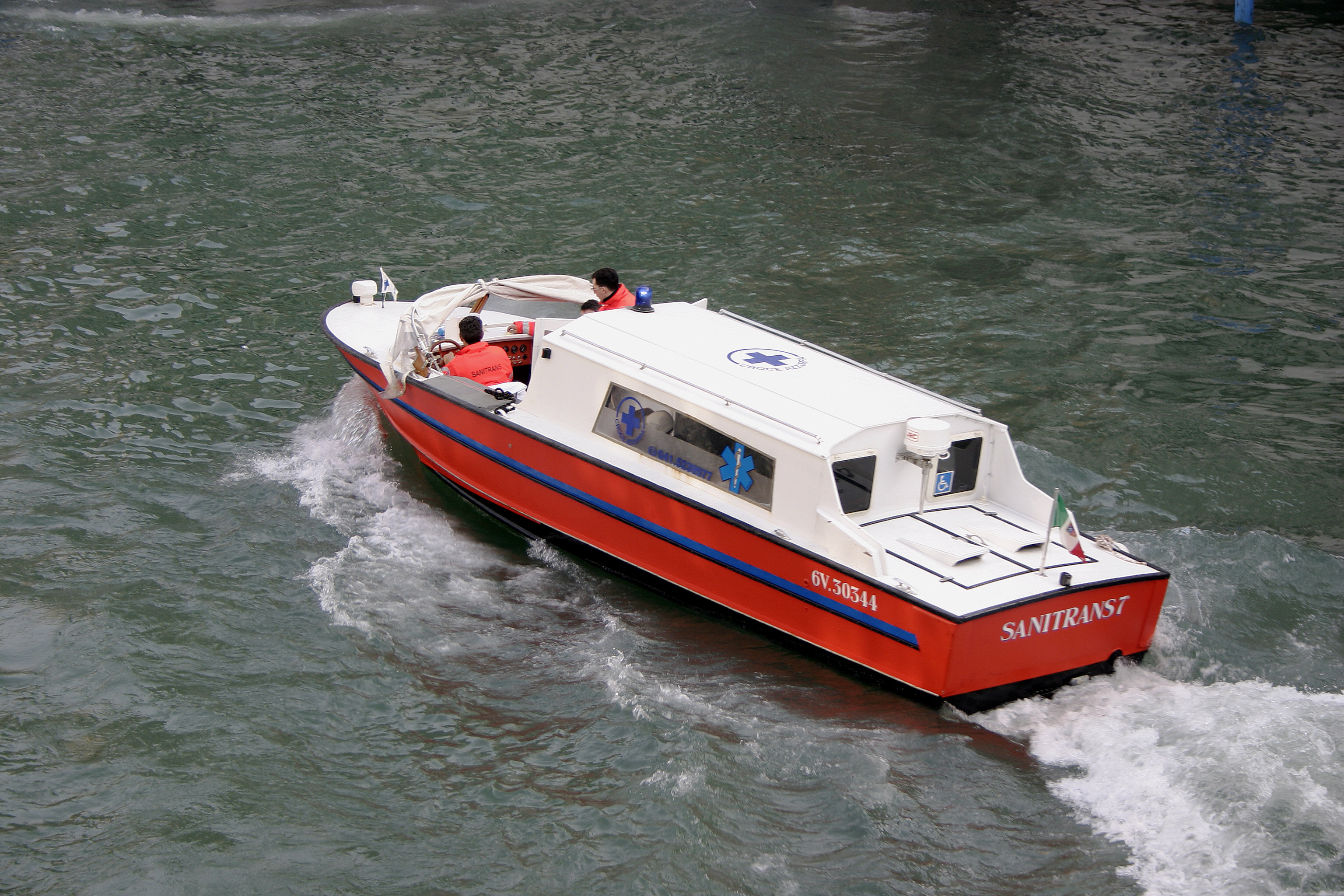
قارب الإسعاف في البندقية

سيارة الإسعاف المائية (بالإنجليزية: Water ambulance) عبارة عن قارب يستخدم للرعاية الطبية الطارئة في مناطق الجزر مثل مدينة البندقية في إيطاليا وجزر سيلي في المملكة المتحدة أو مضايق النرويج.

## السويد
تتكون أطقم سيارات الإسعاف المائية السويدية عادة من ثلاثة أشخاص، من بينهم قائد أو مدير الدفة (بحار)، وممرض متخصص واحدة على الأقل (عادةً متخصص في سيارات الإسعاف أو العناية المركزة أو تخصص رعاية الطوارئ)، يمكن أن يكون الثالث في الطاقم ممرضًا جامعيًا، أو بدلاً من ذلك مقدم رعاية صحية (مسعف)، يتم تدريب الطاقم الطبي أيضًا على أفراد الطاقم على متن السفينة.
حصلت غوتنبرغ على أول حالة طوارئ بحرية في عام 2008، تغطي السفينة أرخبيل غوتنبرغ الجنوبي، ومقرها في أوكيرو.

## خدمة الإسعاف المائي في البندقية
سيارات الإسعاف المائية في البندقية، والتي تعد جزءًا من خدمة الطوارئ الطبية في مدينة البندقية، مزودة بمعدات دعم الحياة المتقدمة، مثل جهاز التنفس الآلي، جهاز رصد الرجفان، والأدوية، وغيرها من المعدات.
يتكون طاقم القارب من ممرضة رعاية الطوارئ، وفنيين رعاية طبية للطوارئ من المستوى الأول لإحضار المرضى داخل وخارج المستشفى، وطيار أو مدير الدفة في الإسعاف المائي، في المكالمات التي تهدد الحياة، المصنفة على أنها رمز أحمر، يصعد طبيب الطوارئ على متن سفينة مع بقية أفراد الطاقم.
تم تجهيز سيارات الإسعاف المائية لنقل المرضى في غير حالات الطوارئ بمعدات دعم الحياة الأساسية، ويتألف طاقمها من متطوعين أو أكثر من ميستري الصليب الأخضر أو شركة خاصة، مثل صليب ازرق.
تم تجهيز جميع سيارات الإسعاف المائي بالأضواء الساطعة الزرقاء وصفارات الإنذار وراديو ثنائي الاتجاه ورادار. يمكن ملاحظة سيارات الإسعاف المائية في حالات الطوارئ عن طريق رقم هاتف الطوارئ الطبي 118 المطبوع على كل جانب.

## جمعية الإسعاف المائي
في عام 2012، تم إنشاء منظمة مقرها المملكة المتحدة تدعى الساحل الطبية لتقديم وتعزيز المساعدات الطبية في المياه الساحلية والمناطق الساحلية، أنها توفر تغطية الإسعاف على أساس طوعي للأحداث البحرية القائمة من خلال استخدام قوارب الإسعاف، تدعم الجمعية الخيرية أيضًا عددًا من مؤسسات النجاة المستقلة مع التدريب وصيانة المعدات، كما يقومون أيضًا بتركيب أجهزة إنقاذ حياة يمكن الوصول إليها بشكل عام وتسمى «أجهزة إزالة الرجفان الخارجية الآلية» في المناطق الساحلية الريفية.